# Stereo Hearts
Stereo Hearts è un brano musicale dei Gym Class Heroes, estratto come primo singolo dall'album The Papercut Chronicles II. Il brano è stato scritto da Travie McCoy, Adam Levine, Matthias Bell, Benny Blanco, Brandon Lowry, Ammar Malik, Kevin Kanavy e Dan Omelio e figura il featuring dello stesso Adam Levine, cantante dei Maroon 5. Il singolo è stato pubblicato il 14 giugno 2011, mentre nel Regno Unito la data di pubblicazione è stata posticipata varie volte, fino alla definitiva uscita il 17 ottobre.

## Tracce
Promo - CD-Single Atlantic - (Warner)
1. Stereo Hearts - 3:31

## Classifiche
| Classifica (2011-21) | Posizione massima |
| -------------------- | ----------------- |
| Australia            | 4                 |
| Austria              | 28                |
| Belgio (Fiandre)     | 54                |
| Belgio (Vallonia)    | 35                |
| Canada               | 7                 |
| Danimarca            | 16                |
| Finlandia            | 16                |
| Francia              | 19                |
| Giappone             | 35                |
| India                | 11                |
| Italia               | 13                |
| Norvegia             | 4                 |
| Nuova Zelanda        | 3                 |
| Paesi Bassi          | 26                |
| Repubblica Ceca      | 33                |
| Slovacchia           | 2                 |
| Stati Uniti          | 4                 |
| Stati Uniti (Pop)    | 1                 |
| Svezia               | 6                 |
| Svizzera             | 28                |
| Ungheria             | 3                 |

### Classifiche di fine anno
| Classifica (2011) | Posizione |
| ----------------- | --------- |
| Stati Uniti       | 36        |